# Peste Noire
Peste Noire — французская блэк-метал-группа. Известна также как Kommando Peste Noire, иногда используется сокращённый вариант названия P.N. или K.P.N.
Группа была образована в 2000 году Людовиком Фором (фр. Ludovic Faure), более известным под псевдонимом Famine (полный вариант — «La sale Famine de Valfunde»).
Peste Noire относят к французской национал-социалистической блэк-метал-сцене (NSBM), хоть Famine и определял идеологию группы как «национал-анархизм». Логотип группы, на котором изображён череп с повязкой на глазу и скрещёнными костями, заимствован у White Aryan Resistance, неонацистской организации из США. Группа также известна связями с украинскими ультраправыми, в том числе группой M8l8th. В 2016 году после протестов антифашистов группа была снята с предстоящего в 2017 году фестиваля Blastfest в Норвегии. В знак солидарности с Peste Noire с фестиваля снялась также группа Horna.

## История
Группа была создана в 2000 году в Авиньоне и первоначально носила вдохновлённое произведениями Толкина имя Dor Daedeloth. К основателю группы Людовику Фору, носившему тогда псевдоним Aegnor, присоединились Neige (Стефан По, фр. Stéphane Paut) на ударных и Argoth на басу. Все трое в это же время играли в проекте Alcest, автором которого был Neige. Первое демо Aryan Supremacy было выпущено группой в 2001 году уже под названием Peste Noire. В 2002 году выходит Mémoire païenne, сплит Peste Noire и Sombre Chemin. Это последний альбом, на котором в составе группы был указан Argoth, Людовик на обложке указан под псевдонимом Feu Cruel. На втором демо Macabre transcendance…, вышедшем в том же 2002, группа уже представляла собой дуэт. В 2003 следует демо Phalènes et pestilence — Salvatrice averse.
Дебютный альбом La Sanie des siècles — Panégyrique de la dégénérescence был выпущен в 2006 году, в его создании приняли участие два новых члена группы — ударник Winterhalter и басист Indria. В следующем 2007 году выпускаются мини-альбом Lorraine Rehearsal с репетиционными записями и второй полноформатный альбом Folkfuck Folie.
В 2009 году Peste Noire выпускают третий альбом Ballade cuntre lo Anemi francor, вновь с новым составом. Winterhalter и Neige к этому моменту покинули группу, впрочем в одном из интервью Famine утверждает, что под псевдонимом Ragoldin басовые партии на данном альбоме сыграл Neige. Согласно Famine у него возникли разногласия с Neige по поводу политической составляющей творчества Peste Noire, в результате Famine решил создать сайд-проект и сочинил новый альбом. Однако в конечном итоге он решил выпустить новый материал в рамках основного проекта, сменив при этом ударника.

## Дискография
Студийные альбомы
- La Sanie des siècles — Panégyrique de la dégénérescence (2006)
- Folkfuck Folie (2007)
- Ballade cuntre lo Anemi francor (2009)
- L’Ordure à l'état Pur (2011)
- Peste Noire (2013)
- La Chaise-Dyable (2015)
- Peste Noire — Split — Peste Noire (2018)
- Le retour des pastoureaux (2021)